# Južnoamerička ploča
Južnoamerička ploča je glavna tektonska ploča koja uključuje kontinent Južnu Ameriku, kao i značajno područje morskog dna Atlantskog oceana. Proteže se prema istoku do Afričke ploče, s kojom tvori južni dio Srednjoatlantskog hrpta.
Na istočnom rubu je divergentna granica s Afričkom pločom (južni dio Srednjeatlantskog hrpta); južni rub je složena granica s Antarktičkom pločom, Skošanskom pločom i Južnosendvičkom pločom; zapadni rub je konvergentna granica s subducirajućom pločom Nazca; a sjeverni rub je granica s Karipskom pločom i oceanskom korom Sjevernoameričke ploče. Na Čileanskom trojnom spoju, blizu zapadne obale poluotoka Taitao – Tres Montes, oceanski greben poznat kao Čileansko kontinentsko podnožje aktivno subducira ispod Južnoameričke ploče.
Geološka istraživanja sugeriraju da se Južnoamerička ploča odmiče na zapad od Srednjoatlantskog grebena: "Dijelovi granica ploče koji se sastoje od relativno kratkih transformiranih rasjeda i segmenata grebena širenja, naizmjenično,  predstavljeni su granicom koja slijedi opći trend." Kao rezultat toga, gušća ploča Nazca, koja se kreće prema istoku, subducira ispod zapadnog ruba Južnoameričke ploče, duž pacifičke obale kontinenta, brzinom od 77 mm godišnje. Sudar ovih dviju ploča odgovoran je za podizanje masivnog gorja Anda i za stvaranje brojnih vulkana (uključujući stratovulkane i štitaste vulkane) koji su razasuti po njima.